# FAMAS Award voor beste actrice
De FAMAS Award voor beste actrice is een van de belangrijkste FAMAS Awards en wordt jaarlijks uitgereikt aan de Filipijnse actrice die volgens de leden van de Filipino Academy of Movie Arts and Sciences de beste actrice van het voorgaande kalenderjaar was. Voor de prijs worden gewoonlijk vijf actrices genomineerd. Tijdens de jaarlijkse prijzenavond (Gabi ng Parangal) wordt bekendgemaakt wie van deze vijf actrices de prijs wint.
Drie actrice wonnen de prijs vijfmaal. Charito Solis won in 1984 als eerste actrice een vijfde FAMAS Award voor beste actrice. Vilma Santos was in 1989 de tweede en Nora Aunor volgde in 1991. Andere acteurs die de prijs meer dan een keer wonnen zijn Lorna Tolentino (drie) en Lolita Rodriguez, Marlene Dauden, Rita Gomez, Gloria Sevilla, Dawn Zulueta, Sharon Cuneta, Maricel Soriano, Elizabeth Oropesa, Gloria Romero en Nadine Lustre (allen twee).

## Winnaressen
- 1953 - Alicia Vergel
- 1954 - Carmen Rosales
- 1955 - Gloria Romero
- 1956 - Rosa Rosal
- 1957 - Lolita Rodriguez
- 1958 - Paraluman
- 1959 - Rita Gomez
- 1960 - Charito Solis
- 1961 - Charito Solis
- 1962 - Tessie Quintana
- 1963 - Perla Bautista
- 1964 - Charito Solis
- 1965 - Marlene Dauden
- 1966 - Barbara Perez
- 1967 - Amalia Fuentes
- 1968 - Marlene Dauden
- 1969 - Charito Solis
- 1970 - Gloria Sevilla
- 1971 - Rita Gomez
- 1972 - Celia Rodriguez
- 1973 - Boots Anson-Roa en Vilma Santos
- 1974 - Gloria Sevilla
- 1975 - Lolita Rodriguez
- 1976 - Elizabeth Oropesa
- 1977 - Nora Aunor
- 1978 - Susan Roces - Maligno!
- 1979 - Susan Roces - Gumising ka... Maruja
- 1980 - Nora Aunor
- 1981 - Amy Austria
- 1982 - Vilma Santos
- 1983 - Vilma Santos
- 1984 - Charito Solis
- 1985 - Nora Aunor en Sharon Cuneta
- 1986 - Vivian Velez
- 1987 - Dina Bonnevie
- 1988 - Vilma Santos
- 1989 - Vilma Santos
- 1990 - Nora Aunor
- 1991 - Nora Aunor
- 1992 - Dawn Zulueta
- 1993 - Lorna Tolentino
- 1994 - Dawn Zulueta
- 1995 - Snooky Serna
- 1996 - Maricel Soriano
- 1997 - Sharon Cuneta
- 1998 - Maricel Soriano
- 1999 - Nida Blanca
- 2000 - Elizabeth Oropesa - Bulaklak ng Maynila
- 2001 - Gloria Romero - Tanging Yaman
- 2002 - Lorna Tolentino - Abakada...Ina
- 2003 - Aleck Bovick - Tampisaw
- 2004 - Ara Mina - Ang Huling Birhen sa Lupa
- 2005 - Claudine Barretto - Milan
- 2006 - Claudine Barretto - Nasaan Ka Man
- 2007 - Judy Ann Santos - Kasal, Kasali, Kasalo
- 2008 - Lorna Tolentino - Katas ng Saudi
- 2009 - Heart Evangelista - Ay, Ayeng
- 2010 - Lovi Poe - Sagrada Familia
- 2011 - Ai-Ai de las Alas - Ang Tanging Ina Mo, Last na To!
- 2012 - Anne Curtis - No Other Woman
- 2013 - Angel Locsin - One More Try
- 2014 - KC Concepcion - Boy Golden: Shoot To Kill
- 2015 - Toni Gonzaga  - Starting Over Again
- 2016 - Andi Eigenmann - Angela Markado
- 2017 - Angelica Panganiban - The Unmarried Wife
- 2018 - Agot Isidro - Changing Partners
- 2019 - Nadine Lustre - Never Not Love You
- 2020 - Janine Gutierrez - Babae at Baril
- 2021 - Alessandra de Rossi - Watch List
- 2022 - Charo Santos-Concio - Kun Maupay Man It Panahon
- 2023 - Nadine Lustre - Greed